# Glenkinchie

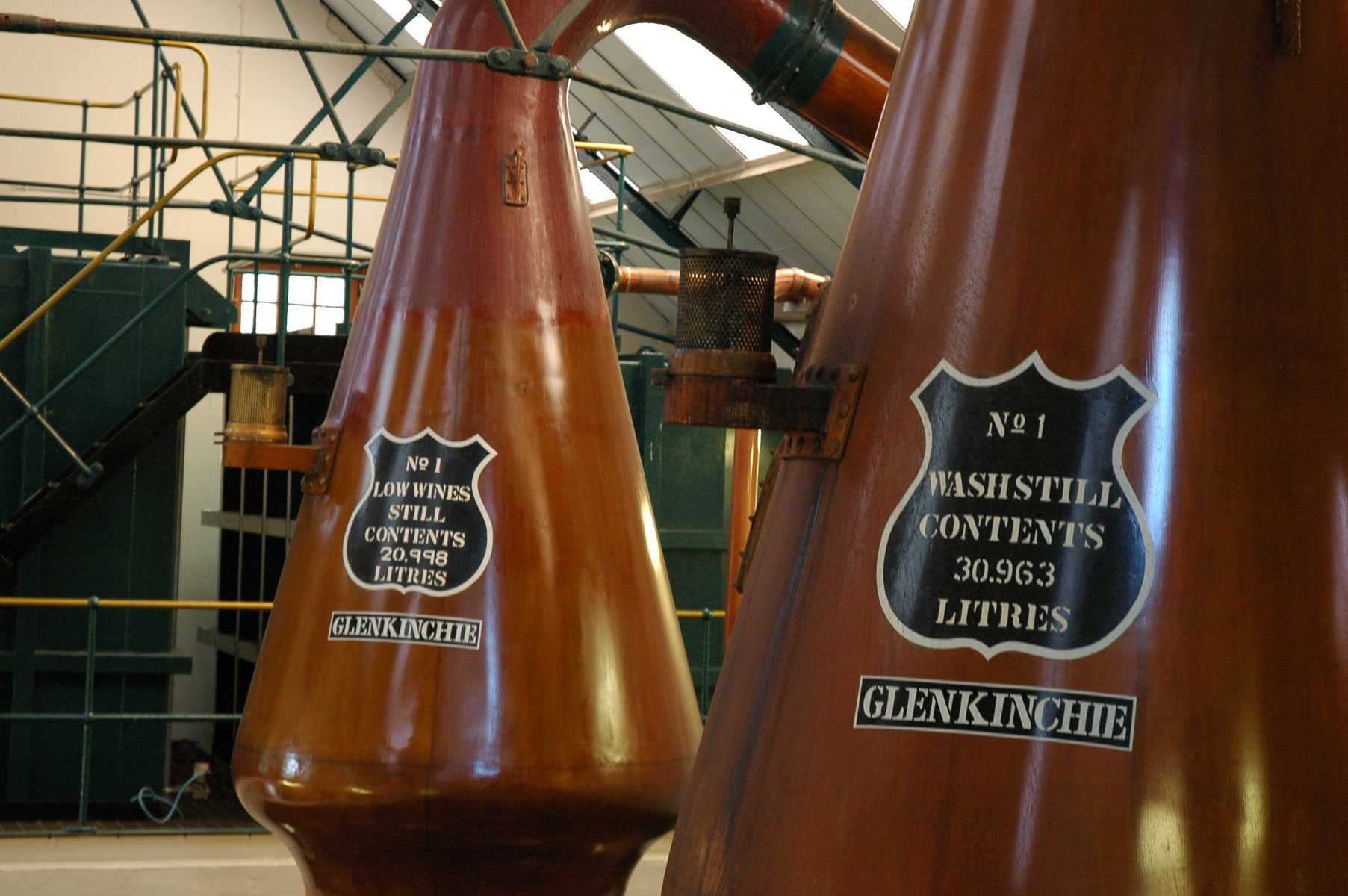
Destilleertoestellen in de Glenkinchie Distillery

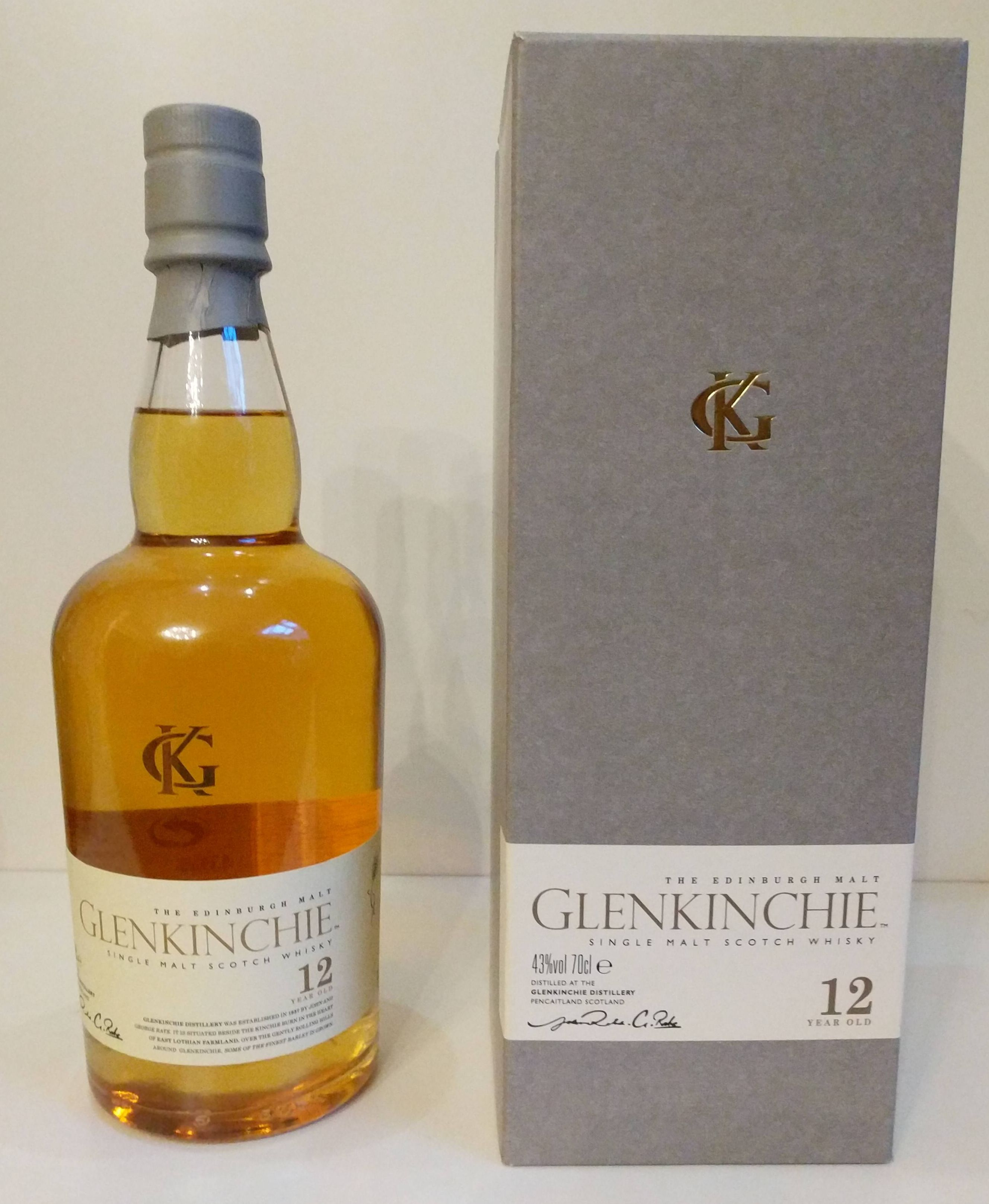
Glenkinchie single malt Scotch whisky 12 year old

Glenkinchie is een Schotse single malt whisky, gedistilleerd in de Glenkinchie Distillery nabij Edinburgh. Glenkinchie is een van de laatste drie overgebleven Lowland single malts.

## Geschiedenis
De distilleerderij ligt in een glen van de Kinchie Burn, nabij Pencaitland, East Lothian, ongeveer 25 kilometer ten oosten van Edinburgh. De naam Kinchie is een verbastering van de Quincy, de oorspronkelijke eigenaars van het gebied. De geschiedenis van de distilleerderij gaat terug tot 1825 toen ze werd opgericht door de broers John en George Rate. De originele naam was Milton Distillery. Waarschijnlijk in of rond 1837 werd de naam gewijzigd. 
In 1969 stopte de distilleerderij met het mouten van eigen graan, en er werd een museum ingericht. Het Glenkinchie-merk was niet zo bekend, totdat het in 1989 door United Distillers werd opgenomen in de Classic Malts of Scotland serie. Glenkinchie Distillery is eigendom van Diageo. Er worden rondleidingen met degustaties aangeboden en in de bij het museum behorende winkel zijn whisky’s uit heel Schotland te koop. De distilleerderij bezit tevens een shuttlebusje dat toeristen desgewenst vanuit de stad kan oppikken.

## Typering
De standaard 10 year old (tien jaar oude) Glenkinchie is een vrij typische single malt uit de Lowlands. Hij is fris en betrekkelijk licht, met een flair van citroen en gras. Een wat zoete geur en een licht turfsmaak maken het een goede whisky om kennis te maken met Schotse single malts.
De 14 year old (veertien jaar oude) Distiller's Edition wordt in Amontillado-sherryvaten gerijpt. Deze whisky heeft dan ook een vleug van een sherrysmaak in zich.